# Truplaya tulearica
Truplaya tulearica är en tvåvingeart som beskrevs av Bechev 1994. Truplaya tulearica ingår i släktet Truplaya och familjen platthornsmyggor.
Artens utbredningsområde är Madagaskar. Inga underarter finns listade i Catalogue of Life.